# 2799 Justus
2799 Justus је астероид главног астероидног појаса са средњом удаљеношћу од Сунца која износи 2,388 астрономских јединица (АЈ).
Апсолутна магнитуда астероида је 14,5.